# 김동호 (1973년)
김동호(1973년 5월 24일 ~ )은 전 KBO 리그 야구 선수의 투수이다.

## 학력
- 순천상업고등학교 → 영흥고등학교 (전학)
- 계명대학교 (1991학번)